# Hochwasser in der Zentral- und Nordostschweiz 1953
Das Hochwasser in der Zentral- und Nordostschweiz 1953 war ein Hochwasserereignis vor allem in Teilen des Einzugsgebietes der Aare, der Thur und des Alpenrheins im Juni 1953.

## Vorgeschichte
Nach den winterlichen Hochwässern im Januar sanken die Wasserstände an der Alpennordseite rasch, denn die Niederschläge der Monate Februar und März blieben unterdurchschnittlich. Im April kam es in den Alpen der Zentralschweiz und der Nordostschweiz zu stärkeren Niederschlägen und einem Anstieg der Wasserstände. Hohe Temperatur im Mai bewirkten einen verstärkten Abfluss in den kleineren Nebenflüssen in der zweiten Tageshälfte. Dieses Verhalten blieb an bewölkten Tagen aus. Gewitter im Mai und Juni erhöhten die Wasserstände unregelmässig, führten aber auch allgemein zu einer erhöhten Wasserführung.

## Hochwasser im Juni 1953
Starke Gewitter ab dem 24. Juni liessen die Wasserläufe im Einzugsgebiet von Rhein, Thur und Aare stark ansteigen. Dabei fielen zwischen 7:30 Uhr am 24. Juni und 7:30 Uhr am südlich des Bodensee 40 bis 80 l/m2 und in der Zentralschweiz durchweg über 120 l/m2. Dabei wurden die stärksten Niederschläge mit über 200 l/m2 westlich des Vierwaldstättersees, am westlichen Walensee und im Bereich des Brienzersees gemessen. Den Spitzenwert von 263 l/m2  meldete die Station Weesen direkt westlich des Walensees.
Auf das Einzugsgebiet der Aare, 17’625 km2 flussaufwärts des Pegels Stilli, fielen nach Berechnungen des Eidgenössischen Amtes für Wasserwirtschaft binnen vier Tagen 1430 Millionen m3 Niederschlag oder durchschnittlich 81 mm Niederschlag. Bei mittlerer Wasserführung bräuchte die Aare an ihrer Mündung in den Rhein 30 Tage, um eine solche Wassermenge abzuführen. Im langjährigen Durchschnitt fallen im Juni in diesem Gebiet 5,9 mm/Tag.
Der Wasserstand des Walensee betrug am 24. Juni 1953 zunächst noch 420 m ü. M. und schwoll in den nächsten Tagen stark an, bis er zum Tageswechsel 27./28. Juni 1953 mit 422,11 m ü. M. seinen Höchstwert erreichte. Dieser Wert lag über den Wasserständen des Hochwassers vom 14. Mai 1868 und des Hochwassers vom 8. September 1897, blieb aber knapp unter dem Wasserstand vom 13. Juni 1896 und vom 16. Juni 1910. Dieser Wasserstand entsprach einer Abflussmenge von 295 m3/s. Der höchste Zufluss zum Walensee an der Linth wurde am Nachmittag des 26. Juni 1953 mit 340 m3/s gemessen. Es dauerte allerdings bis zum Mittag des 9. Juli, bis die Ganglinie mit knapp über 420,5 m ü. M. ihr nächstes lokales Minimum erreichte.
Vielerorts liessen die Niederschläge die Gewässer auf Wasserstände ansteigen, die zuvor seit 1910 nicht mehr beobachtet worden waren, und an manchen Messstellen wurden die Werte von 1910 übertroffen, etwa am Pfäffikersee und am Greifensee. An der Kleinen Emme bei Malters wurde die höchste Messung am 26. Juni 1953 um 14 Uhr aufgezeichnet; eine nächtliche Messung zum Höchststand war wegen starker Treibholzführung nicht möglich. Am Abend des 26. Juni war der Pegelstand von zwei auf vier Meter gestiegen. 1953 wurden an der Reuss und am Zürichsee die Werte eines 24-jährigen Hochwassers und an der Aare oberhalb der Limmatmündung die Werte eines zwei- bis siebenjährigen Hochwassers überschritten.

## Bewertung
Alles in allem kam das Eidgenössische Amt für Wasserwirtschaft zum Schluss, dass das Hochwasser von 1953 im 20. Jahrhundert bis dahin nur vom Hochwasser des Jahres 1910 übertroffen wurde; dieses war sowohl in Bezug auf die geographische Ausdehnung – es waren auch die Einzugsgebiete von Sitter und Thur als auch das St. Galler Rheintal betroffen – als auch bezüglich der Wasserstände und Abflussmengen umfangreicher. Beim Hochwasser vom Dezember 1918 waren die Aare oberhalb von Brugg und die Thur die Träger der Rheinabflussmenge, die geringfügig höher war als 1953. Das Hochwasser vom Juni 1926 brachte vor allem einen erhöhten Wasserstand am Bodensee, sodass die erhöhten Abflusswerte am Rhein nur den Abschnitt oberhalb der Aaremündung betrafen. Von dem Hochwasser war auch die Sarner Aa und die Limmat betroffen. Der Schwerpunkt des Hochwassers vom November 1944 war das Einzugsgebiet der Aare oberhalb von Brugg.